# Безпілотний надводний апарат

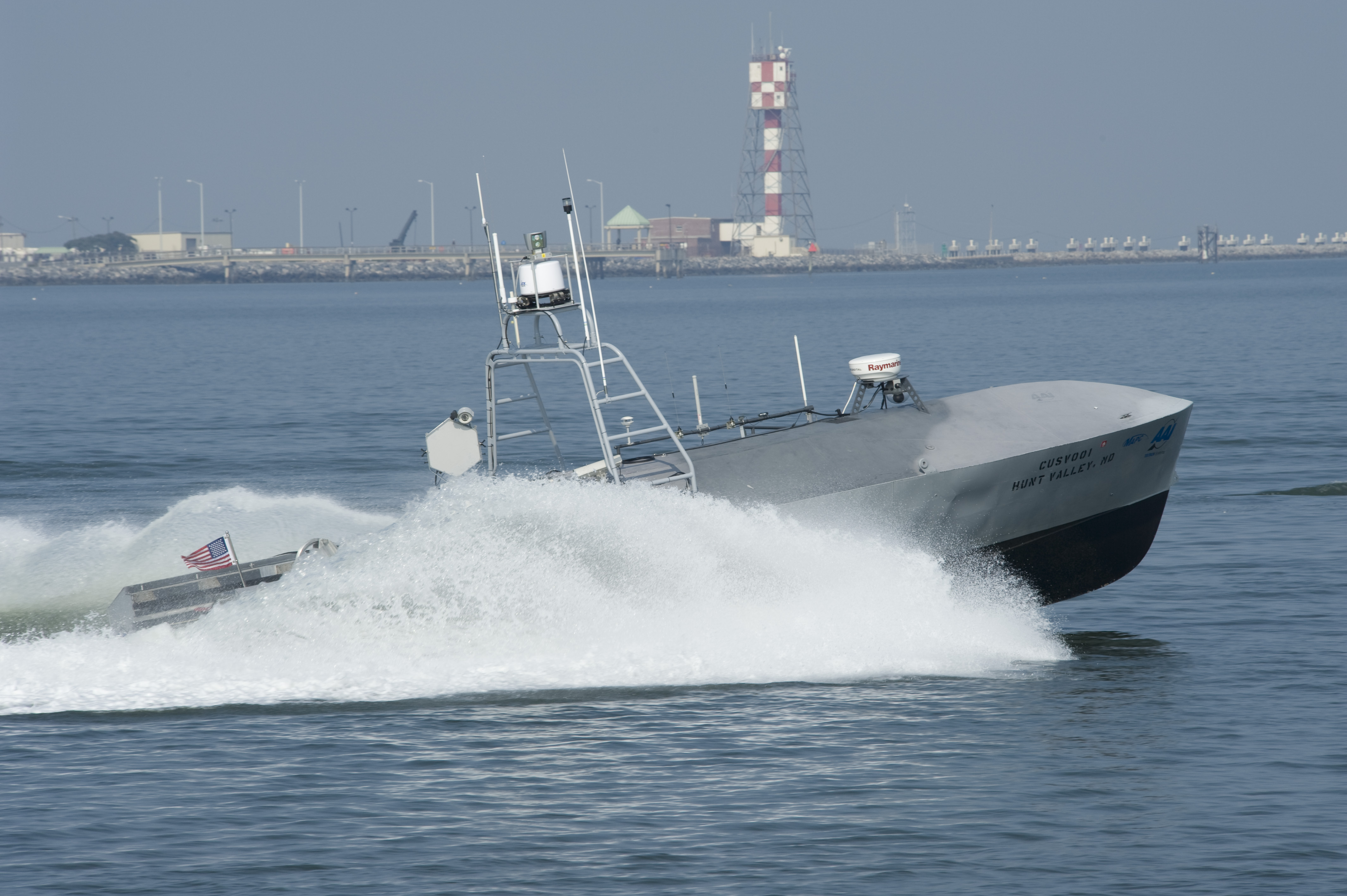
USV американських ВМС

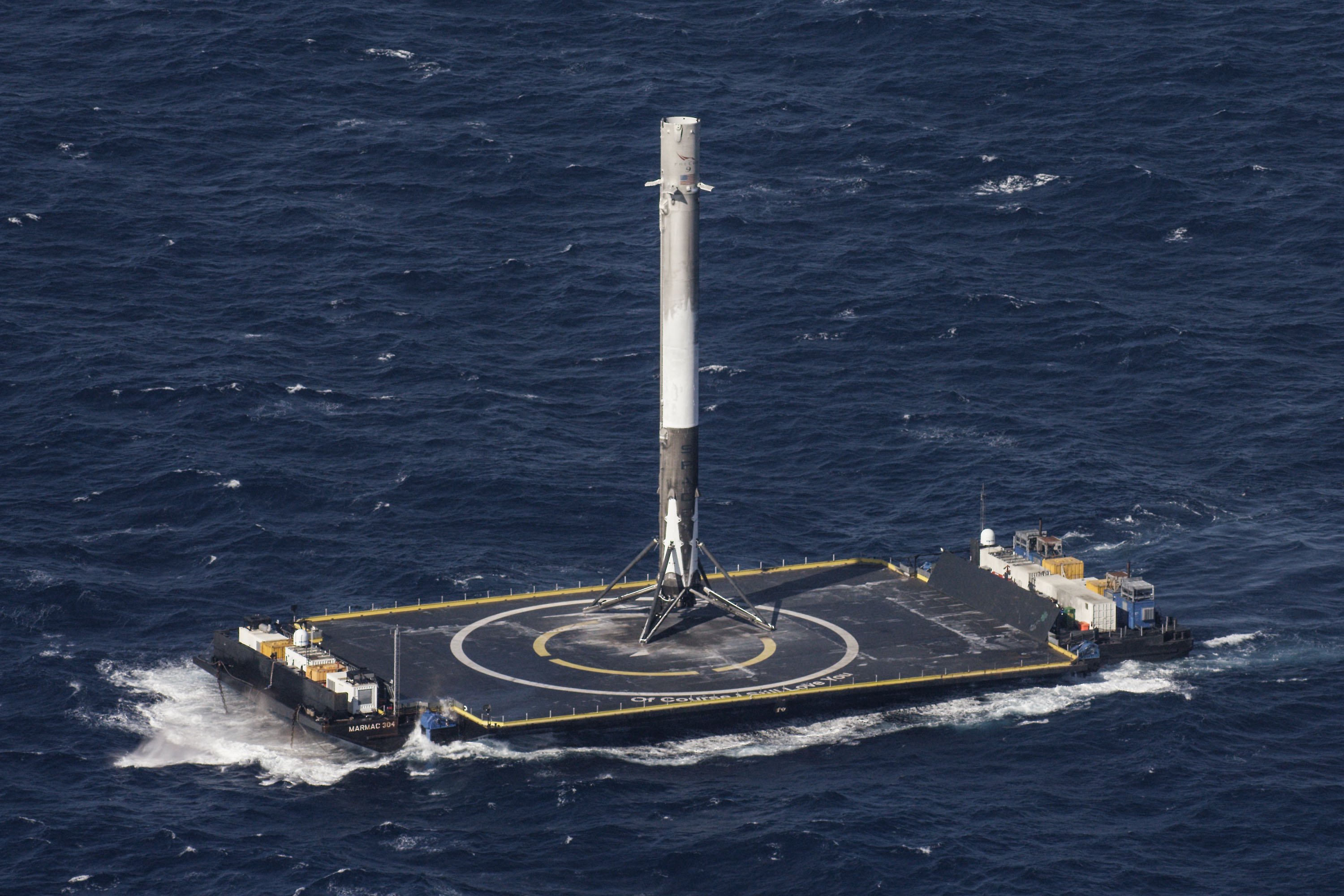
Автономний безпілотний корабель-космопорт, що використовується компанією SpaceX, квітень 2016

Безпілотний надводний апарат (англ. Unmanned Surface Vessel, (USV)) — апарат, що здатен рухатися поверхнею води без наявності екіпажу на борту. В англомовній термінології існують також альтернативні поняття (англ. Autonomous Surface Crafts (ASCs)), (англ. Autonomous Surface Vehicles (Vessels) (ASV)) та ін.
Прикладом USV є плавуча в океані платформа «Автономний безпілотний космопорт», що використовується компанією SpaceX для посадки першого ступеню ракет сімейства Falcon.
У військовій сфері USV здатні виконувати різні функції, основними з яких є протичовнова війна, протимінна боротьба, патрулювання і захист акваторій.

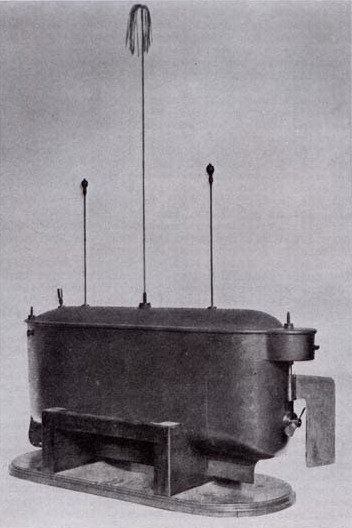
Радіокерована модель човна Ніколи Тесла,1898 рік (US patent 613,809).

## Історія
У 1898 р. Нікола Тесла розробив і продемонстрував перше в історії мініатюрне радіокероване судно, хоча перші заявки на патенти на аналогічні рішення були подані винахідниками Великої Британії ще в 1897 р.

### Україна
На початку квітня 2022 року США відправили в Україну партію малих автономних суден берегової оборони. Детальні ТТХ не повідомляються. Кораблі призначені для розвідки, патрулювання та розмінування прибережної акваторії.
Також під час війни Україна розробила ряд ударних морських безпілотників, за допомогою яких провели кілька атак на російські кораблі та берегову інфраструктуру, починаючи з осені 2022 року. Безпілотники стрімко розвивались протягом війни. Зокрема, у грудні 2023 стало відомо про перший український надводний безпілотник з інтегрованим озброєнням. Ним став уже відомий Sea Baby, оснащений пусковими установками, схожими на РПВ-16. 
31 січня 2023 року було повідомлено, що в Одесі в інституті ВМС НУ «Одеська морська академія» навчатимуть операторів безекіпажних морських апаратів.
Ці безпілотні кораблі разом із постачанням західних протикорабельних ракет змінили баланс у ході битви на Чорному морі на користь України завдяки стримуванню Чорноморського флоту ВМФ Росії. Російські морські сили втратили ініціативу на морі та були змушені триматись усе ближче до портів Севастополя та Новоросійська. Також ці успіхи дозволили відновлення «зернового коридору» попри вихід Росії з угоди.

### Росія
У лютому 2023 стало відомо про те, що Росія також застосовує морські безпілотники у війні проти України. 10 лютого такий засіб атакував міст у Затоці Одеської області. 

### Інші країни
Австралія.
В листопаді 2022 року ВМС Австралії придбали 5 розвідувальних дронів Bluebottle виробництва компанії Ocius.
- Bluebottle — серія енергетично автономних розвідувальних апаратів компанії Ocius, здатних працювати протягом кількох місяців завдяки хвильовій, сонячній та вітровій енергії.
- У 2023 році Австралія також випробовувала великі безекіпажні платформи в межах програми PBAT, у співпраці з компаніями Austal і Greenroom Robotics.

США.  
Військово-морські сили США впроваджують кілька програм з розробки БНА:
- Sea Hunter — тримаран довжиною близько 40 метрів, створений за програмою DARPA ACTUV для автономного полювання на підводні човни та патрулювання океану.
- Ghost Fleet Overlord — серія великих безекіпажних апаратів (наприклад, Ranger, Nomad, Vanguard, Mariner), здатних до самостійного переходу через океан і використання озброєння.[12]

Південна Корея. 
Компанія LIG Nex1 розробляє низку військових та експортно-орієнтованих моделей БНА, включно з системами, що можуть працювати у взаємодії з іншими безпілотними платформами.
Туреччина.  
- Albatros-S — швидкісний бойовий БНА типу «рой» (swarm), що здатний виконувати як автономні патрульні місії, так і kamikaze-атаки.
- Albatros-T та інші — тренувальні та цільові БНА, які активно використовуються турецьким флотом з 2017 року.

Велика Британія.  
- USV Maxlimer від компанії SEA-KIT — цивільний БНА, який демонструє можливості безекіпажного картографування, океанічного переходу та підтримки ROV у тривалих місіях. У 2019 році цей апарат здійснив перехід через Північне море без екіпажу.